# ديتول
ديتول هي علامة تجارية لمستلزمات التنظيف والمطهرات والمعقمات، بدأت عام 1932 والشركة مملوكة لشركة ريكيت البريطانية. في ألمانيا يباع تحت اسم ساغروتان.
قبل عام 2002، كانت بعض منتجات ديتول تحمل علامة ديتوكس.

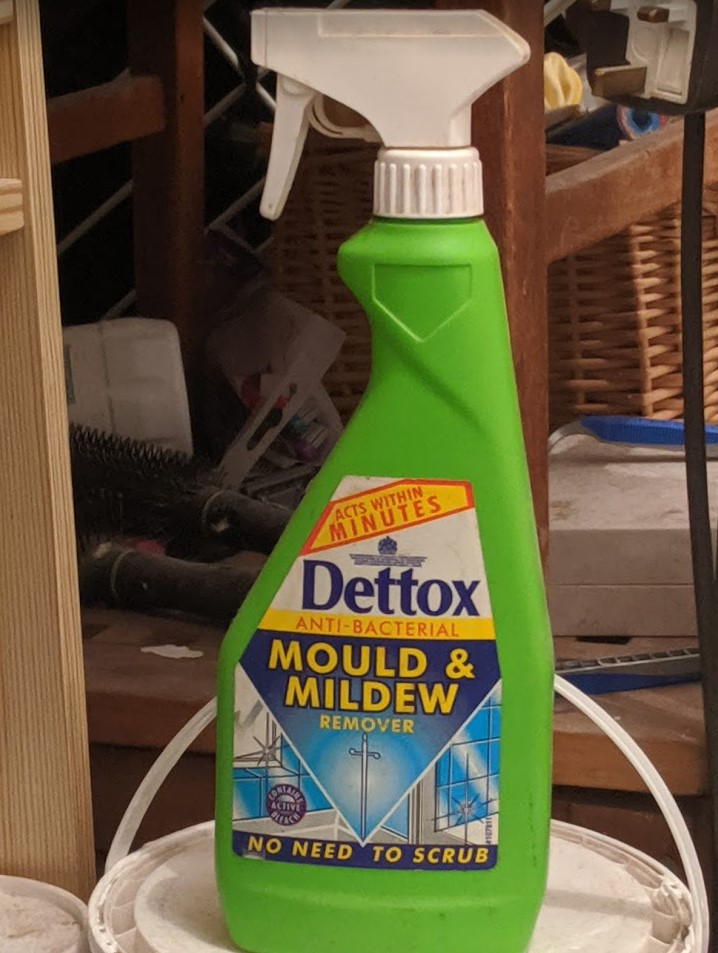
عبوة من ديتوكس مزيل العفن والعفن الفطري قبل أن تحمل العلامة التجارية ديتول.

## سائل ديتول المطهر المعقم
العنصر النشط في ديتول الذي يضفي خصائصه المطهرة هو الكلوروزايلينول (C 8 H 9 ClO)، وهو مركب كيميائي عطري. يشكّل الكلوروزايلينول 4.8% من خليط ديتول الكلي، ويتكون الباقي من زيت الصنوبر والإيزوبروبانول وزيت الخروع والصابون والماء.
حوالي علم 1978، «ديتول المنزلي» على الكلوروكسيلينول (48 جم / لتر)، والتربينول، وكحول الإيثيل.
سائل لمطهر المعقم الأصلي من ديتول أصفر فاتح في الصورة المركزة، ولكن نظرًا لأن العديد من المكوناتغير قابلة للذوبان في الماء، فإنه ينتج مستحلب حليبي من قطرات الزيت عند تخفيفه بالماء، مما يظهر تأثير الأوزو.

## المنتجات الأخرى
يحتوي منظف ديتول المضاد للبكتيريا للأسطح ومناديل ديتول المضادة للبكتيريا على المادة الفعالة كلوريد البنزالكونيوم.

## وصلات خارجية
- الموقع الرسمي